# Pawnee (llengua)
El pawnee és una de les llengües caddo parlada pels pawne, una tribu d'amerindis dels Estats Units ara situada al centre-nord d'Oklahoma. Les seves terres històriques tradicionals estaven al llarg del riu Platte en el que avui Nebraska.

## Dialectes
Hi ha dos importants dialectes en pawnee: South Band i Skiri. La distinció entre els dos dialectes es basa en les diferències en les seves respectives fonètica i lèxic.

## Situació
Antigament era la llengua de milers de pawnees, però avui el pawnee és parlat per un nombre cada vegada menor de parlants de més edat. Els més joves aprenen anglès com a primer idioma, i l'estat de pawnee declina cap a l'extinció. No obstant això, a partir de 2007 la Nació Pawnee està preparant material didàctic per a l'escola secundària local i per a les classes d'adults, i actualment hi ha una gran quantitat de material documental a l'American Indian Studies Research Institute.

## Sons
Els sons que es descriuen en aquesta secció pertanyen al dialecte South Band del pawnee.

### Consonants
El pawnee té vuit fonemes consonants, i segons una anàlisi d'oclusions glòtiques en posició mitjana i última, es pot postular un novè fonema consonant.
| Pronunciació | So (IPA) | Equivalent en anglès |
| ------------ | -------- | -------------------- |
| p            | p        | poke, cup            |
| t            | t        | top, cat             |
| k            | k        | cool, stuck          |
| c            | ʃ ~ ts   | shell, push ~ pants  |
| s            | s        | silly, face          |
| h            | h        | heart, ahead         |
| r            | r        | car, ferry           |
| w            | w        | wacky, away          |
| ′            | ʔ        | The "-" in uh-oh     |

### Vocals
| Pronunciació | So (IPA) | Equivalent anglès |
| ------------ | -------- | ----------------- |
| i            | ɪ        | sit               |
| ii           | i        | feed              |
| e            | ɛ        | red               |
| ee           | eɪ       | paid              |
| a            | ʌ        | nut               |
| aa           | ɑ        | father            |
| u            | ʊ        | shoot             |
| uu           | u        | rude              |

## Gramàtica
El pawnee és una llengua polisintètica i mostra ergativitat entre noms i verbs.